# Serge Tolstoï
Serge Mikhaïlovitch Tolstoï, né le 27 septembre 1911 en Russie, dans le gouvernement de Toula, et mort  le 12 janvier 1996 à Paris 16e, était le plus jeune fils de Michel Tolstoï, lui-même plus jeune fils de Léon Tolstoï.

## Biographie
Dans son enfance, il a connu l'ambiance de Iasnaïa Poliana telle qu'elle était du vivant de son grand-père. Après la révolution d'Octobre 1917, ses parents ont fui la Russie pour se réfugier en France, où Serge Tolstoï est devenu médecin. Sa thèse portait sur le pharaon Aménophis IV et le syndrome de Marfan.
Tout en vivant à Paris, Serge Tolstoï est cependant resté en contact avec ceux des enfants de Léon Tolstoï qui continuaient de vivre en Union soviétique et s'est lui-même rendu plusieurs fois à Moscou pour les rencontrer. Après avoir rassemblé des archives familiales et recueilli le témoignage de ses oncles et tantes, il a publié de nombreux articles ainsi que trois ouvrages consacrés à la famille Tolstoï.
En 1977, Serge Tolstoï a fondé l'association des Amis de  Léon Tolstoï. Il a eu deux fils de chacun de ses deux mariages.
Il est enterré au cimetière russe de Sainte-Geneviève-des-Bois.

## Œuvres
- Tolstoï et les Tolstoï, Hermann, 1980
- Les Enfants de Tolstoï, Perrin, 1989
- Léon Tolstoï (avec Pierre Apraxine), Marc Vokar, 1991